# Antonio Brilla
Antonio Brilla (Savona, 22 settembre 1813 – Savona, 15 gennaio 1891) è stato uno scultore e pittore italiano dell'Ottocento che operò soprattutto in Liguria.

## Biografia
Antonio Brilla nacque a Savona nel 1813 da Giacomo Brilla e Concessa Nervi. Nella sua lunga carriera ha prodotto numerose pitture, incesellature, intagli e sculture, in particolare in ceramica, gesso, stucco e legno, che ornano chiese, oratori e palazzi di tutta la Liguria. La sua produzione si stima superi i 1500 pezzi. Gran parte delle notizie relative alla sua vita ci sono giunte grazie ad una biografia scritta dalla nipote Maria Gustavino, la quale ricoprì il ruolo di sua segretaria durante gli ultimi venti anni di attività artistica.
Antonio, pur rimanendo fondamentalmente autodidatta, fu apprendista prima presso il padre, poi in una fabbrica locale di ceramica a partire dall'età di otto anni e infine in modo discontinuo nel laboratorio del pittore savonese Agostino Oxilia (discepolo di Paolo Gerolamo Brusco).
Una delle sue prime opere fu realizzata insieme al padre nel 1836. Si tratta della flagellazione di Cristo, commissionata dalla Confraternita dei penitenti rossi di Cortemilia. Due anni dopo si sposò con Francesca Forzano, sorella del musicista Antonio Forzano. Poco più tardi si recò a Firenze in compagnia del marchese Gerolamo Gavotti e dello storico Tommaso Torteroli, entrambi savonesi. Rimase nella città di Dante circa tre mesi, durante i quali ebbe occasione di conoscere Lorenzo Bartolini e Giovanni Duprè, con il quale rimase in contatto per tutta la vita.
Rientrato a Savona, aprì uno studio in città nella ottocentesca via Caboto, adiacente alla piazza del Duomo. Decorò personalmente la facciata delle casa con statue dedicate ad artisti locali del recente passato. L'abitazione fu poi demolita insieme a gran parte del quartiere nel 1938 per fare posto ad  un ambizioso progetto che prevedeva la costruzione del palazzo della Prefettura. Tali interventi non furono mai realizzati a causa dello scoppio della seconda guerra mondiale. Le quattro statue che ornavano la facciata della casa del Brilla furono risparmiate e si trovano oggi (2013) collocate nei giardini di piazza del Popolo.
A partire dagli anni quaranta del XIX secolo, intensificò la sua attività occupandosi principalmente di restauro di opere lignee settecentesche per la varie confraternite e chiese di Savona. In questo periodo produsse altresì numerose polene per i vascelli che venivano costruiti nei vicini cantieri navali di Varazze.
Nel 1842 realizzò il gruppo ligneo la consegna delle chiavi a san Pietro per la chiesa di Finale Marina. Successivamente realizzò altre due statue di santi richiestegli a Spotorno Loano e a Pietra Ligure.
Negli anni 1850-1852 fu incaricato di realizzare le statue per il timpano del Teatro Gabriello Chiabrera di Savona. Ha qui inizio il periodo di maggior successo e più prolifico per l'artista, che arriverà a realizzare le sue opere più famose e riuscite, tra cui la Deposizione nel sepolcro (1866) per la Confraternita del Cristo Risorto.
Si occupò anche di arte ceramica, collaborando attivamente con la fabbrica di Sebastiano Ricci a Savona. Ciò gli consentì di partecipare a varie esposizioni: a Genova nel 1872 e nel 1880, a Milano nel 1881 e a Torino nel 1883.
Fu anche uno dei più celebri artefici di figurine per i presepi liguri, ai quali diede un'impronta caratteristica, con la sua capacità di ideare personaggi sempre nuovi e diversi. I rudimenti di tale arte gli furono trasmessi dal padre, di mestiere muratore, che si occupava anche di scultura e modellazione di figurine per presepi, secondo un'antica tradizione di famiglia.
Poche opere invece sopravvivono o sono conosciute della sua attività di intagliatore di avorio e cesellatore d'argento, in particolare per decorazioni dei crocifissi. Una di queste opere dovrebbe ancora sopravvivere nella Chiesa dei Santi Vittore e Carlo di Genova.
Dal matrimonio con Francesca Forzano ebbe tre figli:
- Stefano Brilla (1840-1910).
- Francesco Brilla (1842-1910) che fu allievo a Genova di Santo Varni con cui collaborò per alcuni anni prima di tornare a Savona. La sua attività artistica non fu di rilievo.
- Michele Brilla (1845-1917) che studiò all'Accademia di Genova e Torino. Ebbe un discreto successo come decoratore di ceramiche.

## Opere principali
- Santuario di Nostra Signora della Misericordia sul Monte Gazzo (Genova – Sestri Ponente) : statua della Madonna della Misericordia (alta cinque metri)
- Teatro Chiabrera di Savona: bassorilievo sulla facciata che raffigura il poeta Gabriello Chiabrera e, nelle nicchie superiori, statue di Gioachino Rossini e Pietro Metastasio
- Chiesa di Sant'Andrea Apostolo (Savona): statua della Madonna, attualmente in sagrestia
- Oratorio dei Santi Giovanni Battista, Giovanni Evangelista e Petronilla in Savona: crocefisso ligneo e statue sulla facciata esterna (1890).
- Basilica San Nicolò di Bari a Pietra Ligure gruppo statuario processionale ligneo della vergine Assunta 1858
- Basilica San Nicolò di Bari a Pietra Ligure gruppo statuario processionale ligneo del Miracolo di San Nicolò 1878
- Basilica San Nicolò di Bari a Pietra Ligure Statua processionale lignea della Madonna Addolorata 1861
- Basilica San Nicolò di Bari a Pietra Ligure Statue in facciata S. Pietro, S. Paolo e San Nicolò con Angeli in cemento
- Basilica San Nicolò di Bari in Pietra Ligure: statue dei 4 evangelisti e dei 4 Dottori della Chiesa (1858-1877);
- Oratorio Sant'Anna di Spotorno: cassa da processione raffigurante San Gioacchino, Sant'Anna e la Madonna
- Collegiata di San Giovanni Battista a Finale Ligure: statua di San Giovanni Battista sulla facciata, statua della consegna delle chiavi a san Pietro e statue delle Virtù nell'interno della Chiesa;
- Oratorio di San Tommaso Apostolo a Sanda: statua lignea di San Giorgio (1865)
- Oratorio del Cristo Risorto (Savona): cassa processionale della Deposizione nel sepolcro (1866);
- Serralunga di Crea (Alessandria) : Sacro Monte di Crea  - Gruppi scultorei
- Oratorio San Lorenzo a Cogoleto: bassorilievo raffigurante San Lorenzo
- Chiesa di Sant'Anna di Teglia (Genova-Rivarolo): sulla facciata statue di Davide e Isaia
- Chiesa di San Dalmazio a Lavagnola (Savona): Crocifisso e gruppo ligneo di Sant'Antonio
- Chiesa di Santo Spirito e Concezione a Zinola: gruppo ligneo discesa dello Spirito Santo (1866); statue di sant'Andrea, Madonna del Rosario e san Pietro
- Chiesa parrocchiale di Stella San Giovanni: cassa processionale di San Rocco.
- Chiesa parrocchiale di Stella San Martino: una statua di San Martino.
- Chiesa parrocchiale di Stella San Bernardo: altari laterali e altare maggiore (oggi perduti). Incerta attribuzione del quadro della VII stazione della Via Crucis (in sostituzione dell'originale settecentesco andato distrutto), forse opera del figlio Stefano Brilla.
- Chiesa parrocchiale di Stella Gameragna: statua lignea di Santa Caterina d'Alessandria
- Chiesa parrocchiale di Celle Ligure: Statue per presepe in terracotta (1860-1880).
- Basilica di Santa Maria Assunta a Genova: statue
- Chiesa di S. Lorenzo a Cairo Montenotte: statue
- Basilica dell'Immacolata Concezione in Sassello: crocefisso.
- Chiesa di San Giacomo a Urbe: Statue lignee della Madonna del Rosario e Sant'Antonio di Padova (1843)
- Santuario della Madonna della Pace (Albisola Superiore): statue.
- Oratorio di San Michele Arcangelo (Celle Ligure): crocefisso processionale.
- Oratorio di Santa Maria Maggiore ad Albisola Superiore. Statue in gesso di santi e statua di Sant'Isidoro del 1881.
- Chiesa di San Giovanni Battista a Carcare: statua
- Parrocchiale di San Michele Arcangelo, Cortemilia (Cuneo). Cassa della passione: La Flagellazione di Cristo (col padre Giacomo). Legno di tiglio policromo. 1836/37
- Chiesa di San Francesco d'Albaro (Genova): gruppo scultoreo raffigurante la Crocifissione
- Ex Ospedale Civico San Paolo di Savona: busti dei benefattori
- Chiesa di San Gottardo (Genova): crocifisso processionale

## Galleria d'immagini

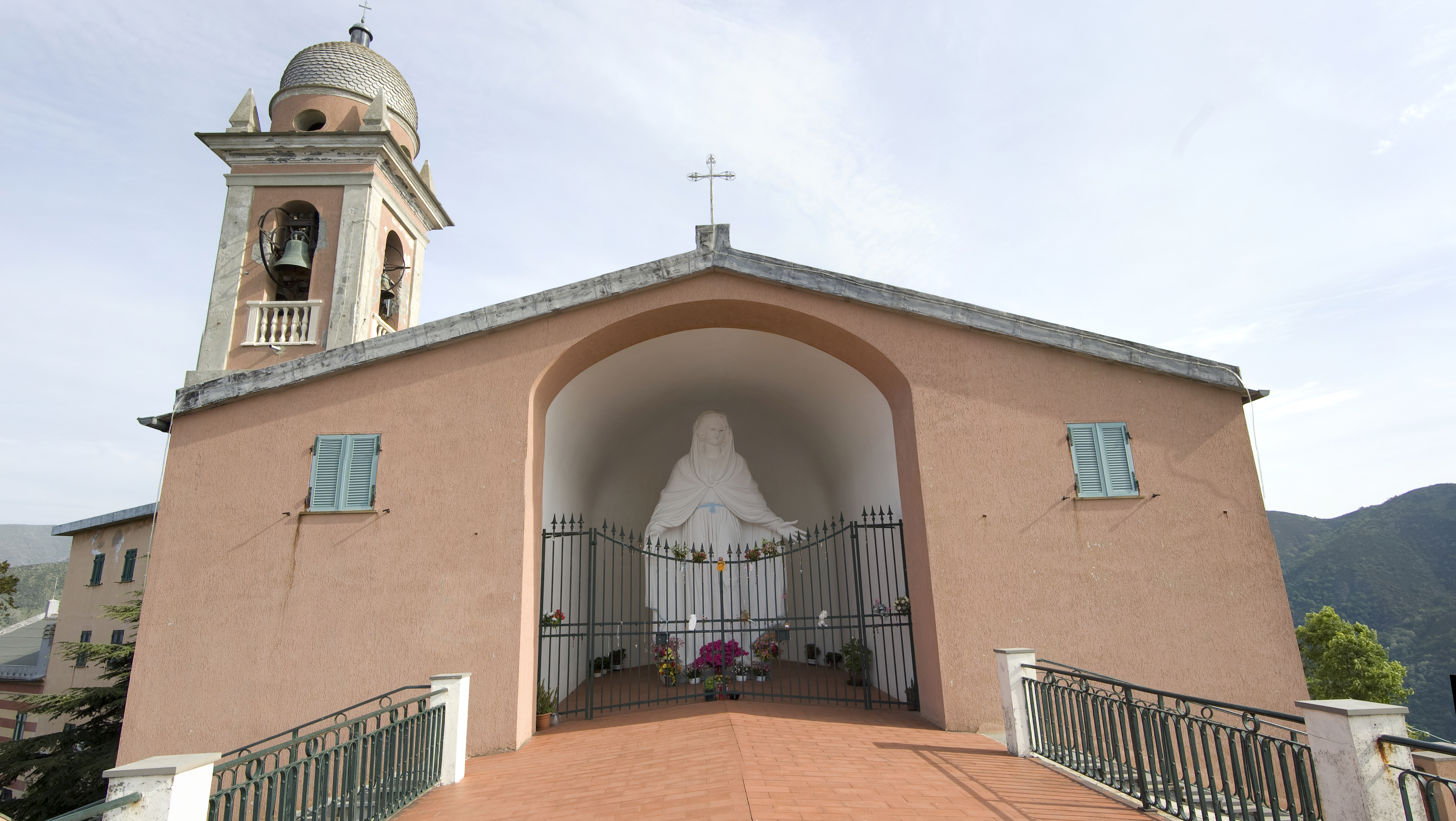
Statua della Madonna della Misericordia sul Monte Gazzo
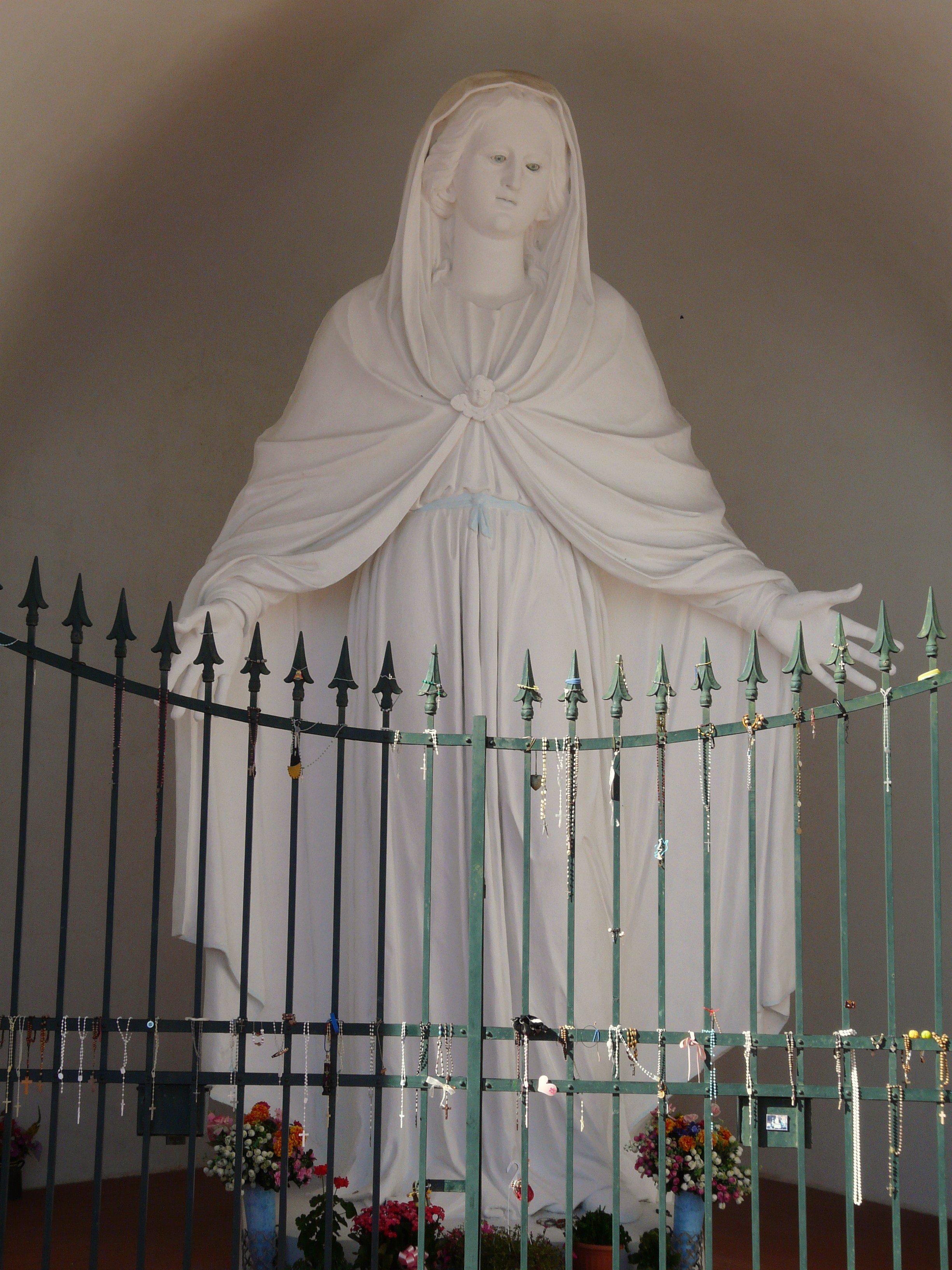
Altra immagine della statua della Madonna del Monte Gazzo
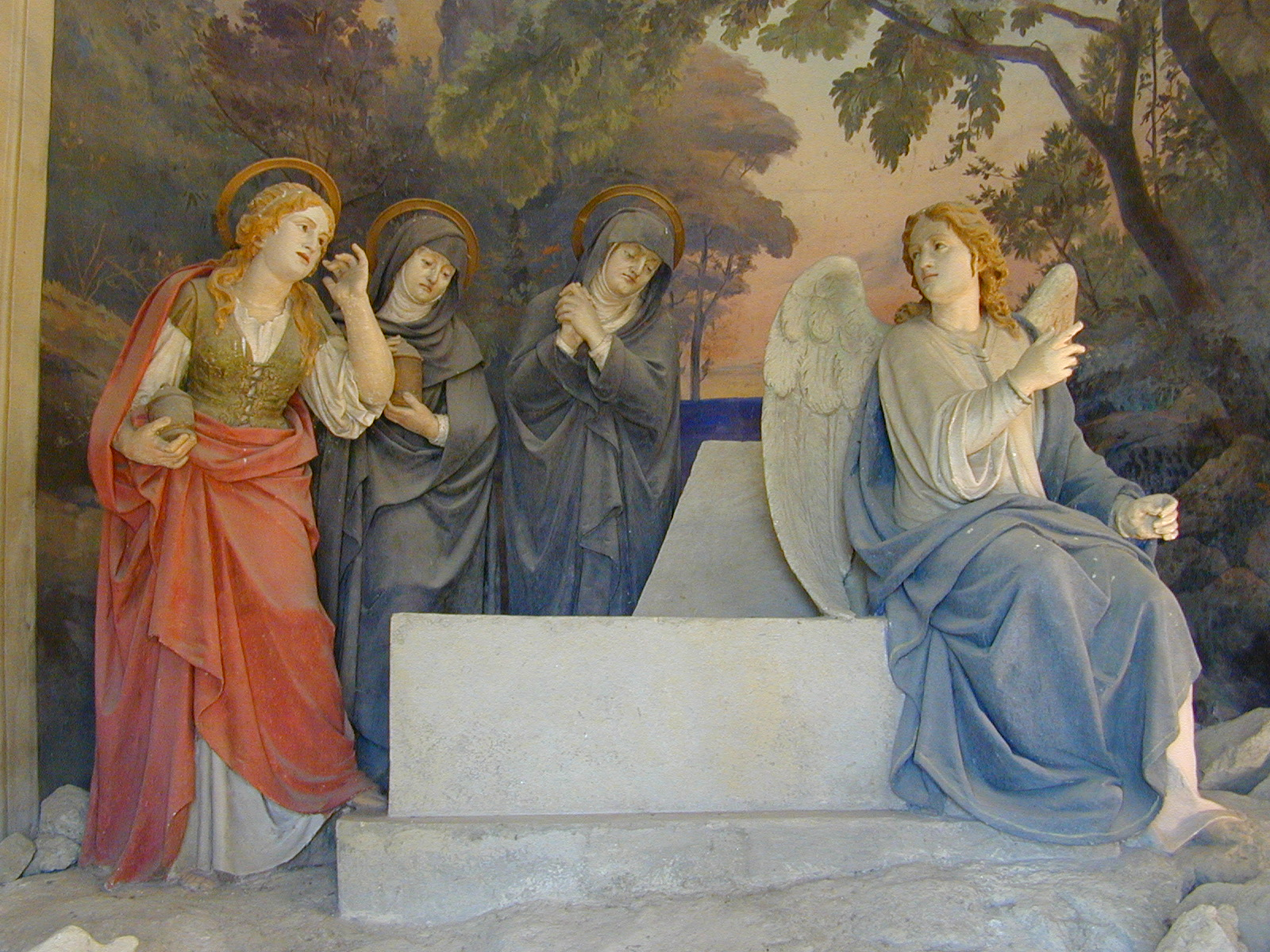
Sacro Monte di Crea: Angelo con le Pie Donne davanti al Sepolcro vuoto
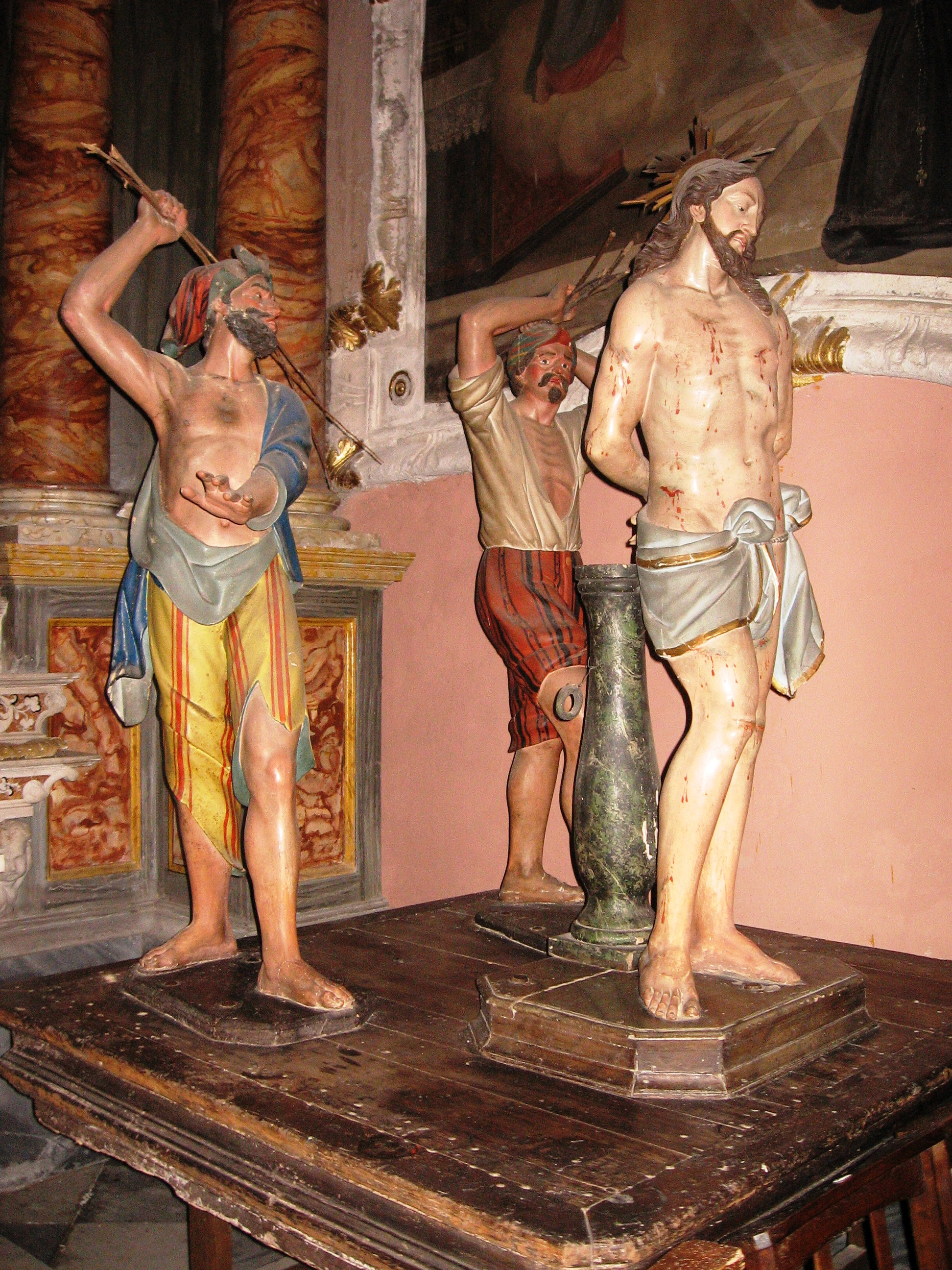
Cortemilia. Parrocchiale di San Michele Arcangelo. La Flagellazione di Cristo. 1836/37
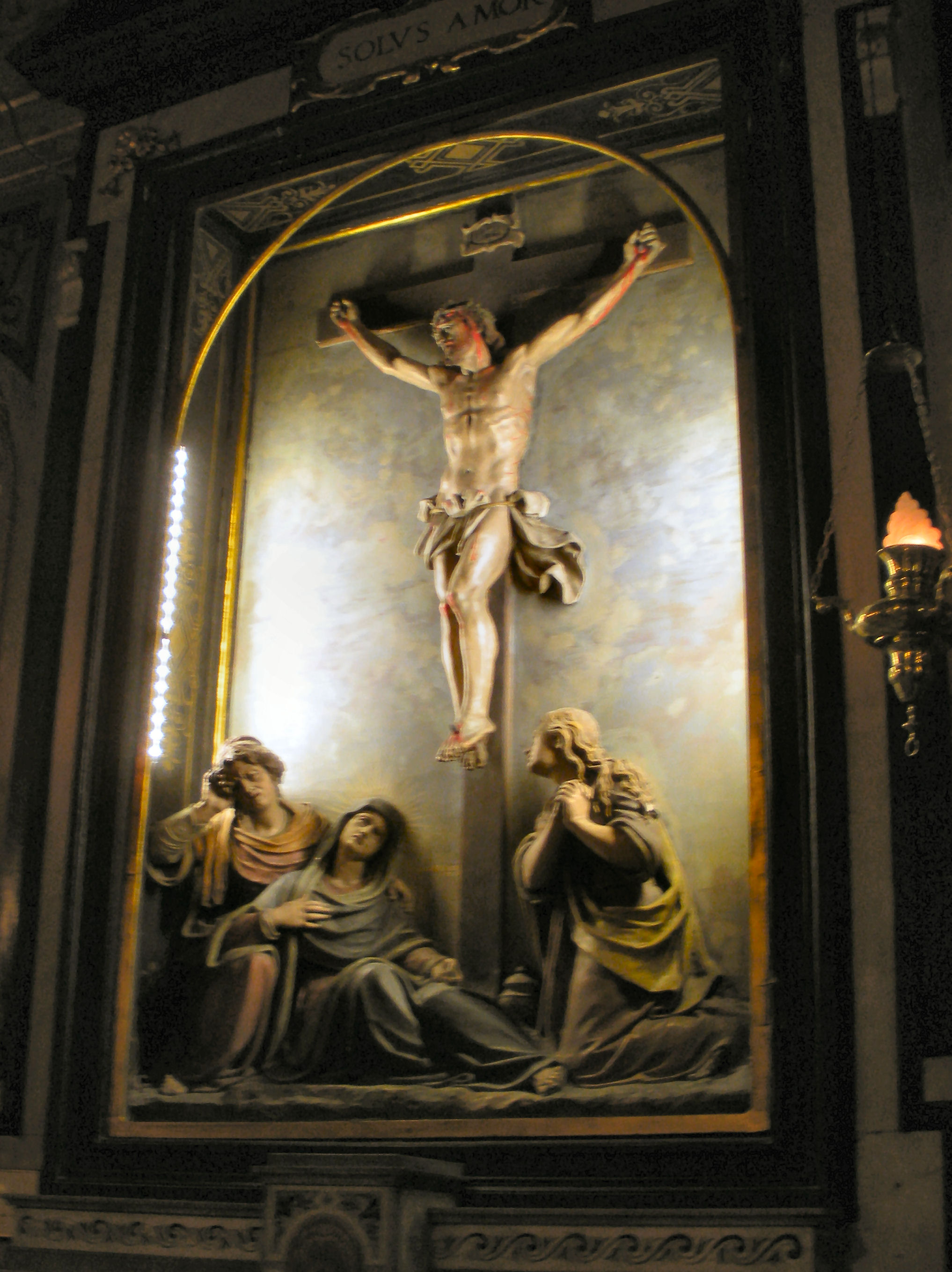
Chiesa di San Francesco d'Albaro (Genova). Crocifissione